# Dindiaradougou-Némato
Dindiaradougou-Némato est une localité située dans le département de Karangasso-Vigué de la province du Houet de la région des Hauts-Bassins au Burkina Faso.